# Eucharistická adorace

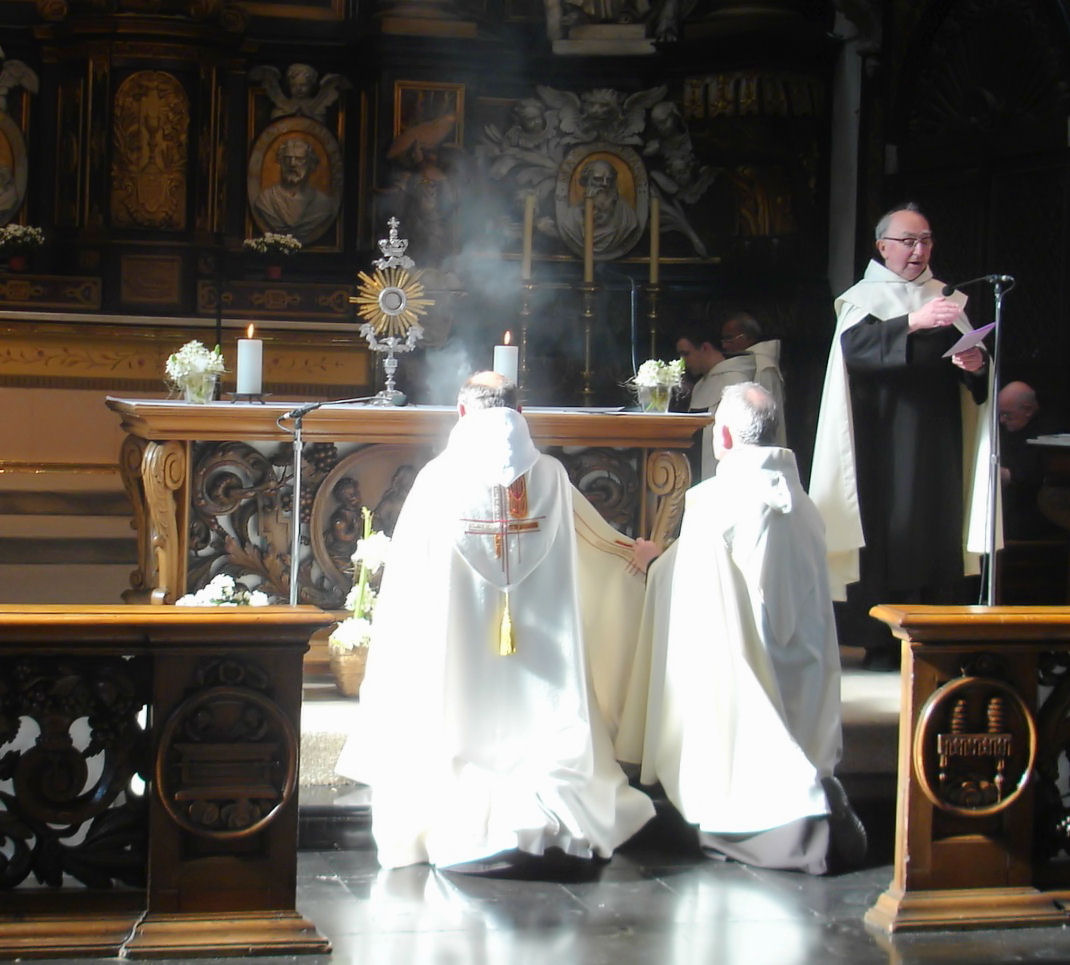
Slavnostní adorace před vystavenou Nejsvětější svátostí

Eucharistická adorace nebo též výstav Nejsvětější svátosti, lidově „adorka“, je jedním z projevů úcty ke Kristu, přítomnému v proměněné (konsekrované) hostii. Adorace, čili klanění má v katolické církvi východního i západního ritu velkou a dlouhou tradici. V pravoslavné církvi a protestantských církvích se adorace nepraktikuje.
Eucharistická adorace je spojena s částečnými odpustky, případně s plnomocnými odpustky, pokud trvá alespoň půl hodiny a jsou splněny ostatní obvyklé podmínky.

## Průběh adorace

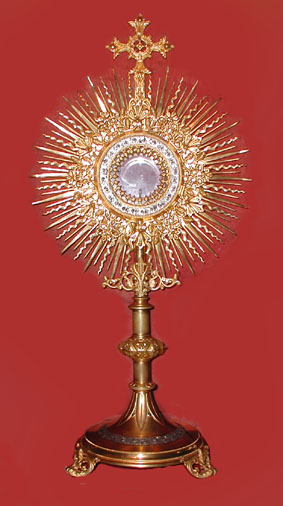
Monstrance určená k vystavení Eucharistie

Adorace probíhá zpravidla v kostele či kapli, většinou nějakým způsobem navazuje na slavení mše svaté. Konsekrovaná sv. Hostie je umístěna do monstrance a vystavena do středu oltáře k úctě věřících. Při tom se obvykle hraje a zpívá hymnus Klaním se ti vroucně, poté následuje úvodní modlitba kněze.
Další průběh může mít dle místních zvyklostí různou podobu a délku. Rozlišujeme tzv. tichou adoraci, při které se věřící v tichosti modlí sami v duchu, nebo adoraci se společnými modlitbami, při které věřící dle uvážení mohou nahlas říkat své chvály, díky a prosby, a sdílet je s ostatními (tento způsob je praktikován zejména ve společenstvích mládeže). Někdy se také střídají chvíle ticha a bloky společných modliteb, případně mohou být mezi ně vkládány písně.
Adorace končí udělením tzv. svátostného požehnání, kdy kněz sv. Hostií v monstranci požehná věřícím a uloží Eucharistii zpět do svatostánku.

## Dny, kdy se obvykle konají adorace
Dny, kdy ve většině katolických farností probíhají adorace jsou dny tzv. velikonočního tridua, tedy Zelený čtvrtek, Velký pátek a Bílá sobota. Zde dle direktáře platí pravidlo, že na Zelený čtvrtek může být adorace s doprovodem písní, na Velký pátek a na Bílou sobotu má probíhat v naprosté tichosti.
V poslední době se ve větších farnostech ustálila praxe Eucharistické adorace každý první pátek v měsíci. První pátek je totiž v katolické Církvi zasvěcen Nejsvětějšímu Srdci Ježíšovu a mnohde je adorace celodenní.

## V litoměřické diecézi
Litoměřická diecéze zavedla, v období episkopátu Pavla Posáda, praxi tzv. eucharistických dnů, které měly tu podobu, že farnosti se po dnech střídaly a každý den byla eucharistická adorace v jiné farnosti. Od roku 2008 pro značnou organizační zátěž tato iniciativa již nepokračovala.